# Pelecopselaphus acutus
Pelecopselaphus acutus es una especie de escarabajo barrenador metálico del género Pelecopselaphus, de la superfamilia Buprestoidea, orden Coleoptera. Fue descrita por Saunders en 1874.
Fue publicada en Saunders E. Descriptions of new Buprestidae. Cistula Entomologica 1:219-234. (1874). Se distribuye por la ecozona del Neotrópico.